# Наводнения и селевые оползни на Мадейре (2010)

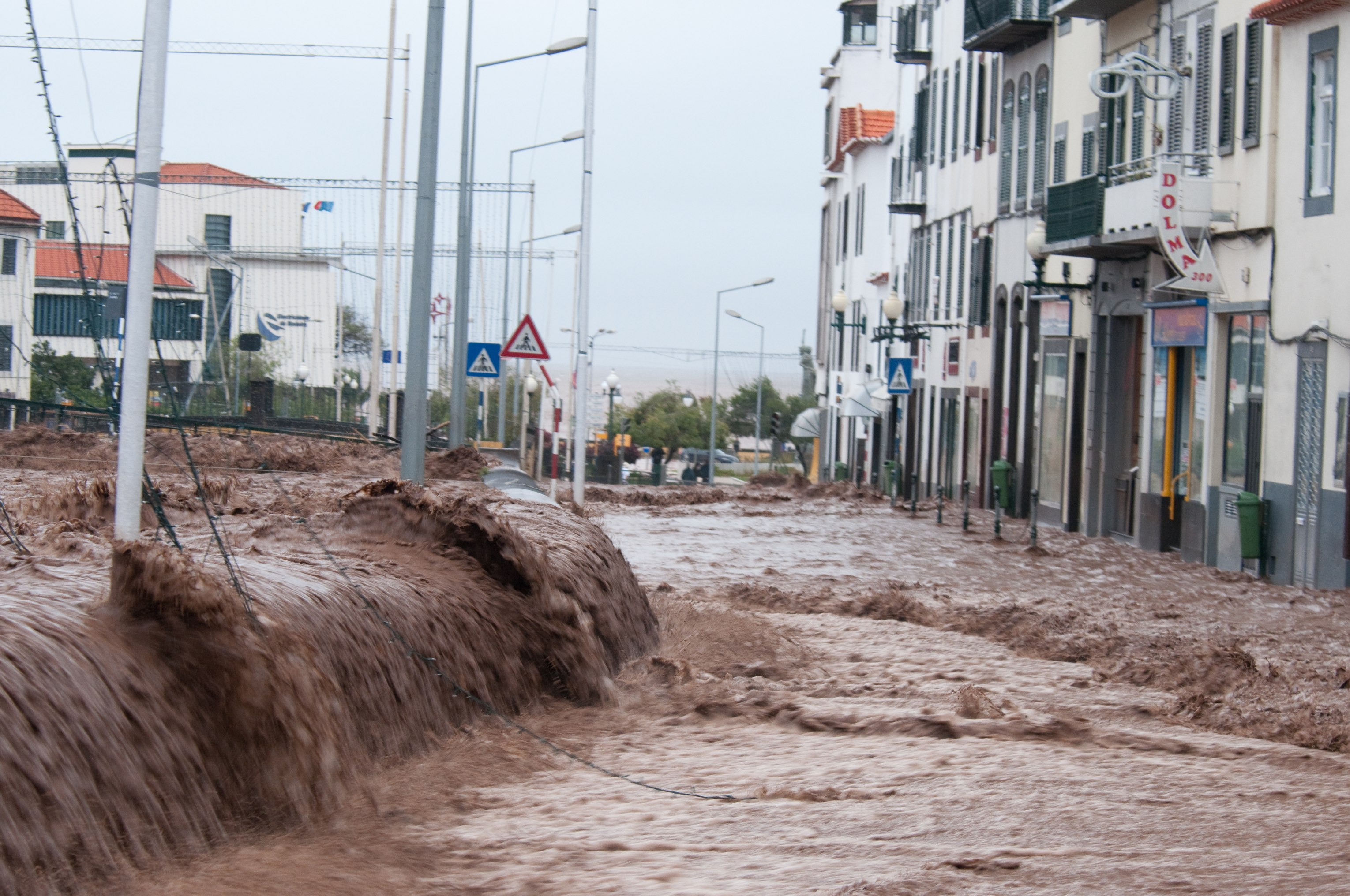
Наводнение в Фуншале

Наводнения и селевые оползни на Мадейре произошли в результате сильного шторма утром 20 февраля 2010 года. В результате наводнений погибли 47 человек, 4 пропали без вести, 250 получили ранения, около 600 остались без крова. Ущерб составил 1—1,5 млрд евро.
Удар пришёлся на южное побережье Мадейры, особенно на город Фуншал и муниципалитет Рибейра-Брава. Три реки пересекают Фуншал, они быстро переполнились, посылая потоки воды по улицам и затапливая центральные районы. Было отключено водо- и электроснабжение, телекоммуникации и сотовая связь. Многие дороги были заблокированы, многие люди остались без воды и электричества, некоторые населённые пункты изолированы.
Между 11:00 и 21:00, что считалось первой волной пациентов, 136 пациентов прибыли либо собственными силами, либо на одной из 40 машин скорой помощи на острове. Вторая волна пациентов закончилась только через неделю. У некоторых кроме переломов были серьёзные инфекции. Пациент, который находился в больнице дольше всех, был выписан только 20 ноября 2010 года.
В наводнении различными экологами были обвинены власти в разрешении строительства в районах, которые могут быть затоплены.

## Помощь пострадавшим
Португальские военные направили специальные спасательные группы на Мадейру. Официальные лица сообщают, что в число направляемых аварийных бригад входят 56 военных с собаками-поисковиками и 36 пожарных. Премьер-министр Португалии Жозе Сократеш, который на тот момент находился на Мадейре, заявил, что «сделает всё, чтобы помочь». К берегам Мадейры направился корабль ВМС Португалии с вертолётом и медицинским оборудованием.
В этом же году Португалия объявила, что направит в регион 740 млн евро.